# Trisomía 8
La trisomía 8 es una enfermedad que se caracteriza por la existencia de tres copias del cromosoma 8 en el núcleo de las células, en lugar de las 2 que existen habitualmente, lo cual ocasiona malformaciones que afectan a diversos órganos. Pertenece al grupo de trastornos conocidos como aneuploidías, enfermedades en las que está alterado el número de cromosomas, la aneuploidía más frecuente es la trisomía 21 o síndrome de Down.
Existen dos formas principales de presentación, la trisomía 8 completa que generalmente provoca aborto espontáneo en el primer trimestre de la gestación, y el mosaicismo, en el cual algunas células están afectadas y otras no, presentando estos pacientes manifestaciones más benignas y supervivencias más largas, que pueden llegar a la normalidad si no existen malformaciones graves. El trastorno aparece de manera esporádica sin que existan por lo general antecedentes familiares. El diagnóstico se basa en la realización de un cariotipo en los casos sospechoso que muestra el cromosoma 8 extra. Es posible el diagnóstico prenatal realizando previamente una amniocentesis.

## Mosaicismo
La trisomia 8 con mosaicismo se considera una enfermedad rara, pues se presenta únicamente un caso por cada entre 25.000 y 50.000 niños nacidos vivos. Afecta con más frecuencia a varones que a mujeres, en una proporción 5 a 1. La sintomatología y su gravedad es muy variable dependiendo de los casos, algunos de las características más habituales consisten en:
- Retraso mental por lo general leve o moderado, aunque en ocasiones la capacidad intelectual es normal
- Rasgos faciales y craneales característicos, como ojos separados - hipertelorismo - , ojos hundidos, nariz ancha, cráneo alargado con frente prominente, micrognatia, orejas de implantación y forma anormal.
- Malformaciones esqueléticas, incluyendo cuello corto, paladar ojival, escoliosis, pelvis estrecha, ausencia de rótula y artrogriposis.
- Ausencia de cuerpo calloso.
- Malformaciones del corazón.
- Malformaciones renales y de vías urinarias, entre ellas criptorquidia e hidronefrosis.
- Alteraciones oculares como estrabismo y catarata.

## Trisomía 8 completa
La trisomía 8 completa, sin mosaicismo, presenta las mismas malformaciones y rasgos que se han señalado, pero la afectación es mucho más grave y generalmente no compatible con la vida, suele producirse muerte del feto durante la gestación y posteriormente aborto espontáneo, en raras ocasiones el feto llega a término. Se calcula que es la causa del 0.7% de los abortos espontáneos.